# Liste des compagnies aériennes de Tanzanie
 (novembre 2022).
Cet article dresse une liste des compagnies aériennes opérant jusqu’en 2021 en Tanzanie.
| Compagnie aérienne                      | Image | Code IATA | Code OACI | Indicatif d'appel | Depuis |
| --------------------------------------- | ----- | --------- | --------- | ----------------- | ------ |
| Air Excel                               |       |           | XLL       | TINGA-TINGA       | 1997   |
| Air Tanzania                            |       | TC        | ATC       | TANZANIA          | 1977   |
| Air Zara International                  |       |           | AZD       |                   | 2008   |
| As Salaam Air                           |       |           |           |                   | 2013   |
| Auric Air                               |       | UI        | AUK       | AURIC SERVICES    | 2008   |
| Coastal Aviation                        |       | CQ        | CSV       | COASTAL TRAVEL    | 1987   |
| Flightlink                              |       |           |           |                   | 2004   |
| Precision Air                           |       | PW        | PRF       | PRECISION AIR     | 1991   |
| Regional Air                            |       | 8N        | REG       | REGIONAL SERVICES | 1997   |
| Safari Plus                             |       |           |           |                   | 2009   |
| Fly Safari Air Link Ltd                 |       |           |           |                   | 2008   |
| Agence de vol du gouvernement tanzanien |       |           |           |                   | 2002   |
| Tropical Air                            |       |           |           |                   | 1999   |
| ZanAir                                  |       | B4        | TAN       | ZANAIR            | 1992   |